# Pierre Lassonde
Pierre Lassonde, né à Saint-Hyacinthe (Québec, Canada) en 1947, est un homme d’affaires et un mécène québécois. Président du conseil d’administration de Franco-Nevada (en), il agit à titre de président du conseil d’administration du Musée national des beaux-arts du Québec (MNBAQ) de 2005 à 2016. 
Le 18 mars 2020, il est nommé président du conseil d'administration de Polytechnique Montréal par le Conseil des ministres du Québec.

## Biographie
Pierre Lassonde obtient un baccalauréat ès arts au Séminaire de Saint-Hyacinthe en 1967. Il étudie ensuite à l’École polytechnique de Montréal et obtient en 1971 son diplôme en génie électrique. Il poursuit ses études en obtenant un MBA (Master in Business Administration) en 1973, à l’université de l'Utah. Il était marié avec Claudette MacKay-Lassonde, décédée le 15 juin 2000. 
Après avoir œuvré au sein de Bechtel Corporation, une importante compagnie d’ingénierie sise à San Francisco, il joint la minière internationale Rio Algom (en) pour ensuite agir comme analyste responsable des portefeuilles, métaux précieux, chez Beutel, Goodman & Company Ltd. 
En 1982, il fonde la Franco-Nevada Corporation avec son associé Seymour Schulich. Cette entreprise prend rapidement de l’expansion et fait l’objet d’une acquisition, en 2002, par Newmont Mining, pour la somme de 3,2 milliards de dollars. Pierre Lassonde devient président de cette compagnie, alors classée au 6e rang dans le domaine minier et au premier rang mondial dans le secteur de l’or. En 2007, Franco-Nevada est transformée en filiale indépendante et reprend son nom d’origine. Pierre Lassonde rachète la société minière en 2008 et en est depuis le président du conseil. 
Il est également l'auteur de l'ouvrage The Gold Book: The Complete Investment Guide to Precious Metals, qui en est maintenant à sa sixième édition.

## Philanthropie et mécénat
Résidant à Toronto, Pierre Lassonde est un philanthrope reconnu au Canada et aux États-Unis dans les domaines de l’éducation et des arts ainsi que dans les communautés dans lesquelles il œuvre. En plus de lui dédier le Lassonde Mining Institute, l’Université de Toronto lui a rendu hommage en créant le « Lassonde Mineral Engineering Program », voué à la promotion de l’éducation en génie minier. Son appui aux Laboratoires Æterna, société biopharmaceutique de Québec, a représenté pour cette entreprise une impulsion de départ déterminante. 
Pierre Lassonde a multiplié les contributions majeures dans le secteur de l’éducation : l’Université de Toronto (10 M$, 1999-2005); le Collège Marie-Clarac, Campus Claudette MacKay-Lassonde (1 M$ en 2001); University of Utah (13,25 M$ US en 2002); l’École Polytechnique (8 M$ en 2002); University of Western Ontario (4 M$ en 2006). Plus récemment, en 2012, Pierre Lassonde remettait 25 M$ à la Faculté des sciences et de génie de l’Université York pour l’expansion de ses programmes d’ingénierie. En guise de reconnaissance, la Faculté a modifié le nom de l'un de ses pavillons, qui porte désormais le nom de « Lassonde Building ». 
Dans le domaine des arts, en 2006, le grand mécène a fait un don de 3,9 M$ au Musée national des beaux-arts du Québec (MNBAQ) pour lui permettre d’acquérir le site où s’érigera son nouveau pavillon. À l’hiver 2007, il a confirmé un engagement financier supplémentaire, portant ainsi sa contribution à 10 M$, principalement pour la réalisation du nouveau pavillon qui porte son nom, mais aussi pour favoriser les projets d’avenir de l’institution pour laquelle il a été président du conseil d’administration entre juin 2005 et décembre 2016. Il a également acquis, en 2006, le carnet Les Tristesses, d’Émile Nelligan, pour s’assurer qu’il demeure au Québec. Depuis, l’œuvre a été classée « bien historique ».

## Honneurs et distinctions
L’Université de Montréal, l’Université de Toronto et l’Université d’Utah ont chacune décerné un doctorat honoris causa à Pierre Lassonde. Il a été fait membre de l’Ordre du Canada en janvier 2003 et de l’Académie canadienne de génie en 2006. Le 15 mai 2008, la Ville de Québec lui remettait les insignes de l’Ordre des mécènes, créé pour souligner l’action philanthropique de citoyens qui ont contribué à la réalisation des grands projets à Québec. Le titre d’Officier de l’Ordre national du Québec lui a été décerné le 18 juin 2008. En octobre 2011, c’est avec les hommes d’affaires L. Jacques Ménard et Yvon Charest que Pierre Lassonde a été couronné lauréat Le Soleil–Radio-Canada, un hommage à des gens d’exception de la région de Québec. À l’occasion de la Journée nationale de la philanthropie, qui s’est tenue à Montréal le 15 novembre 2011, la division québécoise de l’Association des professionnels en philanthropie (AFP) remettait le Prix hommage au philanthrope exceptionnel de l’année à Pierre Lassonde. Le 13 juin 2014, l'Université York lui a remis un doctorat honoris causa. Le 29 mai 2017, Pierre Lassonde est devenu Compagnon de l'Ordre des arts et des lettres du Québec, honneur décerné par le Conseil des arts et des lettres du Québec en reconnaissance de réalisations exemplaires contribuant à l’essor artistique et littéraire du Québec. Il a été nommé comme membre de l'Ordre du Canada en 2002 et promu au rang d'officier en 2022,.

## Citations
- « Les affaires, ce n’est pas une fin en soi. Quand tu as réussi, il faut que tu te rendes utile et que tu en fasses profiter les autres. »[9]
- « La philanthropie, c’est ça. Les gens ne donnent pas parce qu’on a besoin de leur argent. Ils donnent parce qu’ils veulent faire partie d’un projet. »[10]